# Duman Herrera
Duman Herrera (Cicuco, Bolívar, Colombia; 30 de julio de 1995) es un futbolista colombiano. Juega de delantero y su equipo actual es Aampetra de la Segunda Categoría de Ecuador.

## Clubes
| Club             | País     | Año       | Partidos | Goles |
| ---------------- | -------- | --------- | -------- | ----- |
| Patriotas Boyacá | Colombia | 2015-2017 | 36       | 2     |
| Llaneros         | Colombia | 2018-2019 | 73       | 10    |
| Aampetra         | Ecuador  | 2020-act. | 0        | 0     |